# Dascyllus
Genre
Dascyllus est un genre de poissons de la famille des Pomacentridae. Ils font partie des « poissons-demoiselles ». 

## Description et caractéristiques
Ce sont de petits poissons essentiellement planctonivores. 
Ils vivent souvent en association étroite avec des coraux buissonnants des genres Acropora et Pocillopora. 

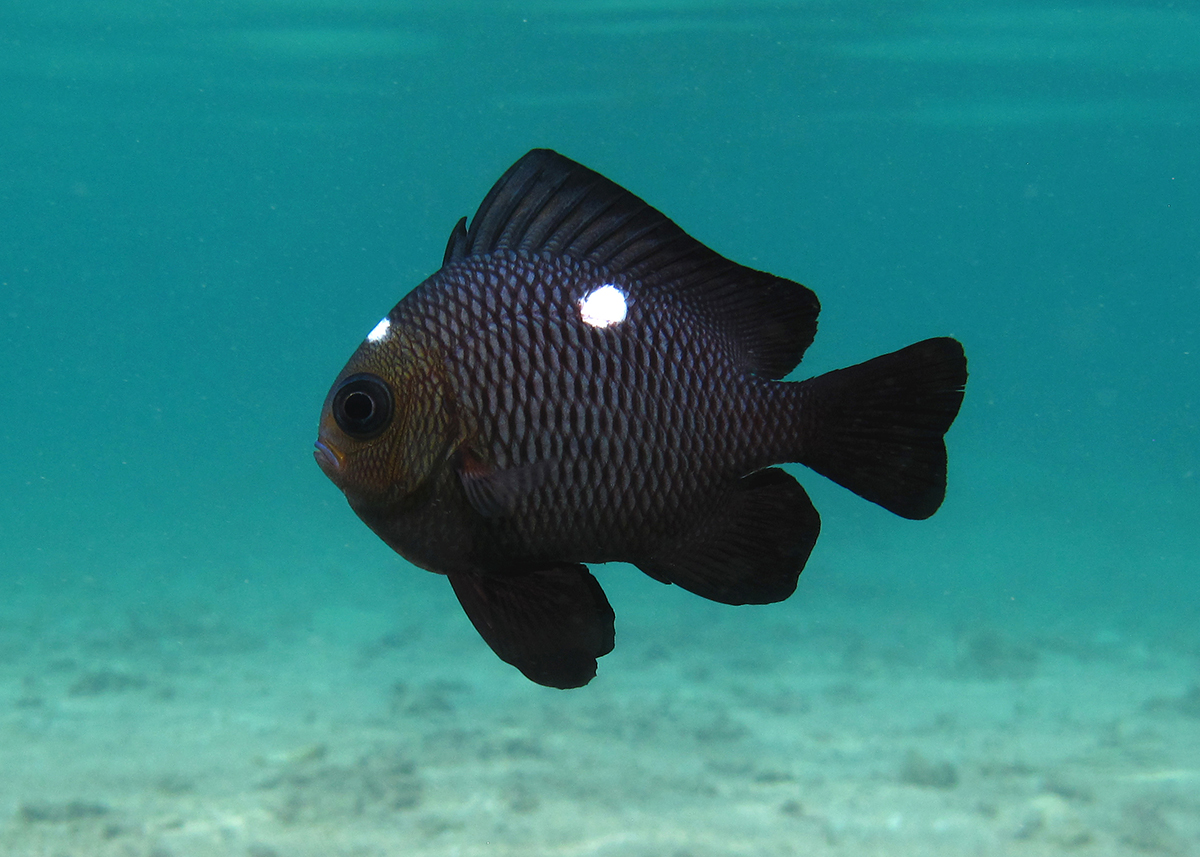
Dascyllus trimaculatus adulte (à la Réunion)

## Liste des espèces
Selon FishBase (22 janvier 2017) et World Register of Marine Species (22 janvier 2017) :
- Dascyllus abudafur (Forsskål, 1775)  — Océan Indien
- Dascyllus albisella Gill, 1862 — Hawaii
- Dascyllus aruanus (Linnaeus, 1758) — Demoiselle à trois bandes noires (Pacifique tropical)
- Dascyllus auripinnis Randall and Randall, 2001 — Pacifique est
- Dascyllus carneus Fischer, 1885 — océan Indien
- Dascyllus flavicaudus Randall and Allen, 1977 — océan pacifique
- Dascyllus marginatus (Rüppell, 1829) — Demoiselle de mer Rouge (Mer Rouge et Golfe Persique)
- Dascyllus melanurus Bleeker, 1854 — Pacifique ouest
- Dascyllus reticulatus (Richardson, 1846) — Région indonésienne et Nouvelle-Calédonie
- Dascyllus strasburgi Klausewitz, 1960 — Marquises
- Dascyllus trimaculatus (Rüppell, 1829) — Demoiselle à trois points (Indo-Pacifique tropical)

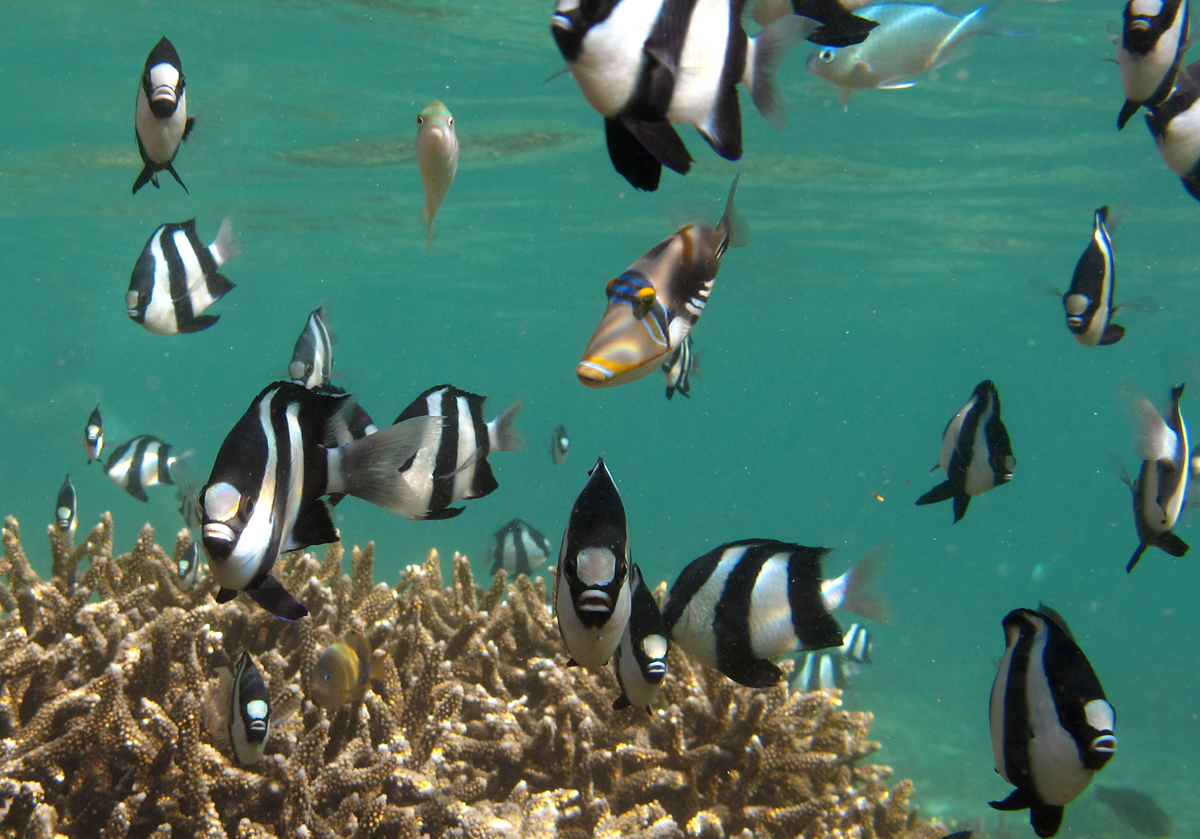
Dascyllus abudafur
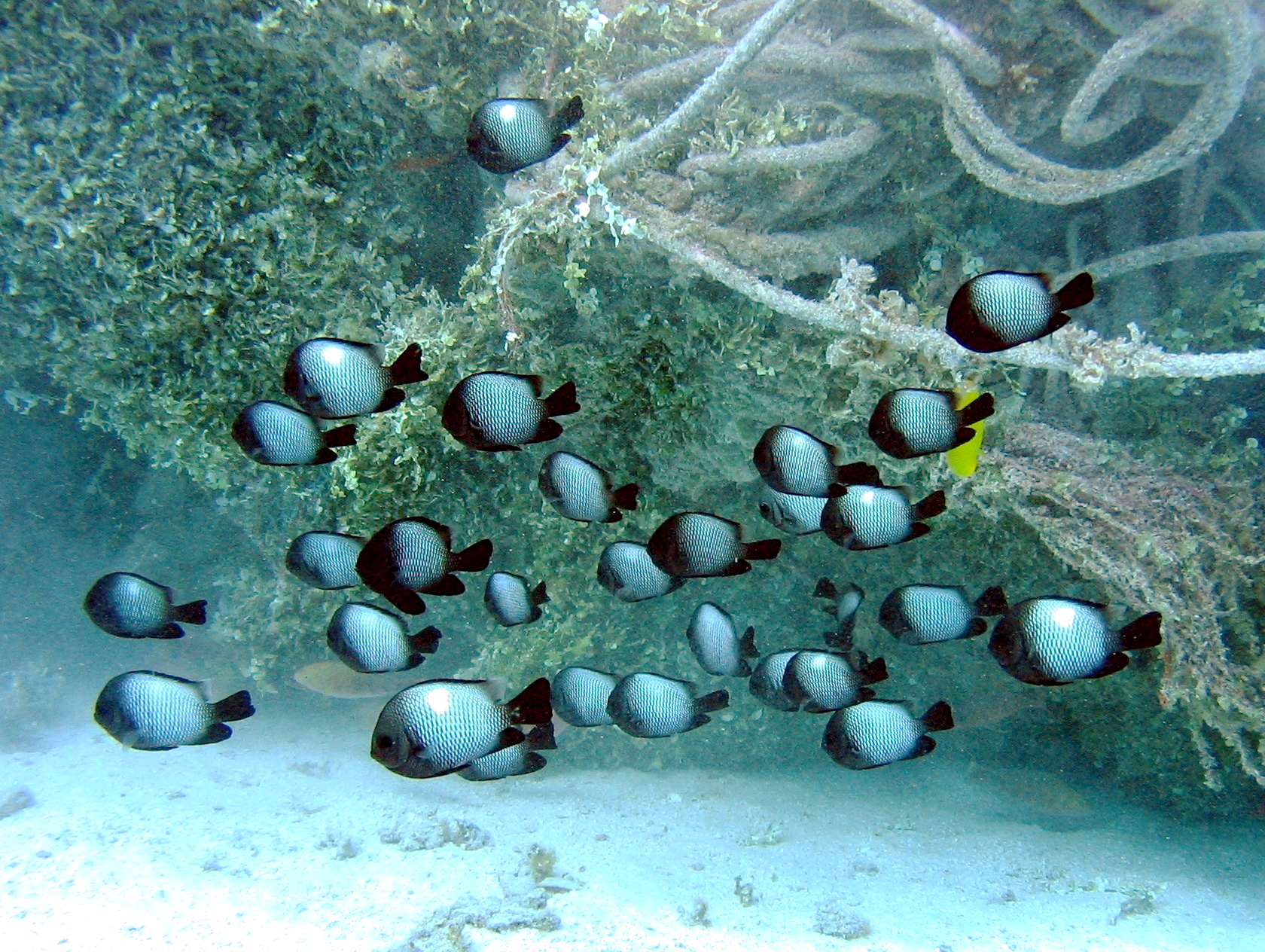
Dascyllus albisella
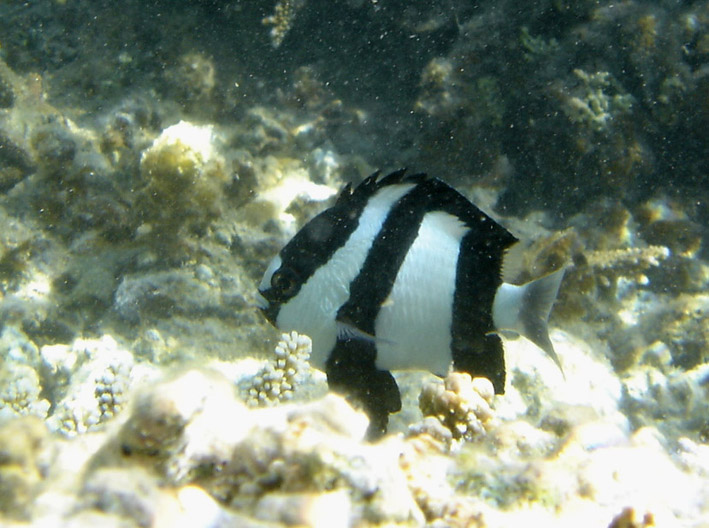
Dascyllus aruanus
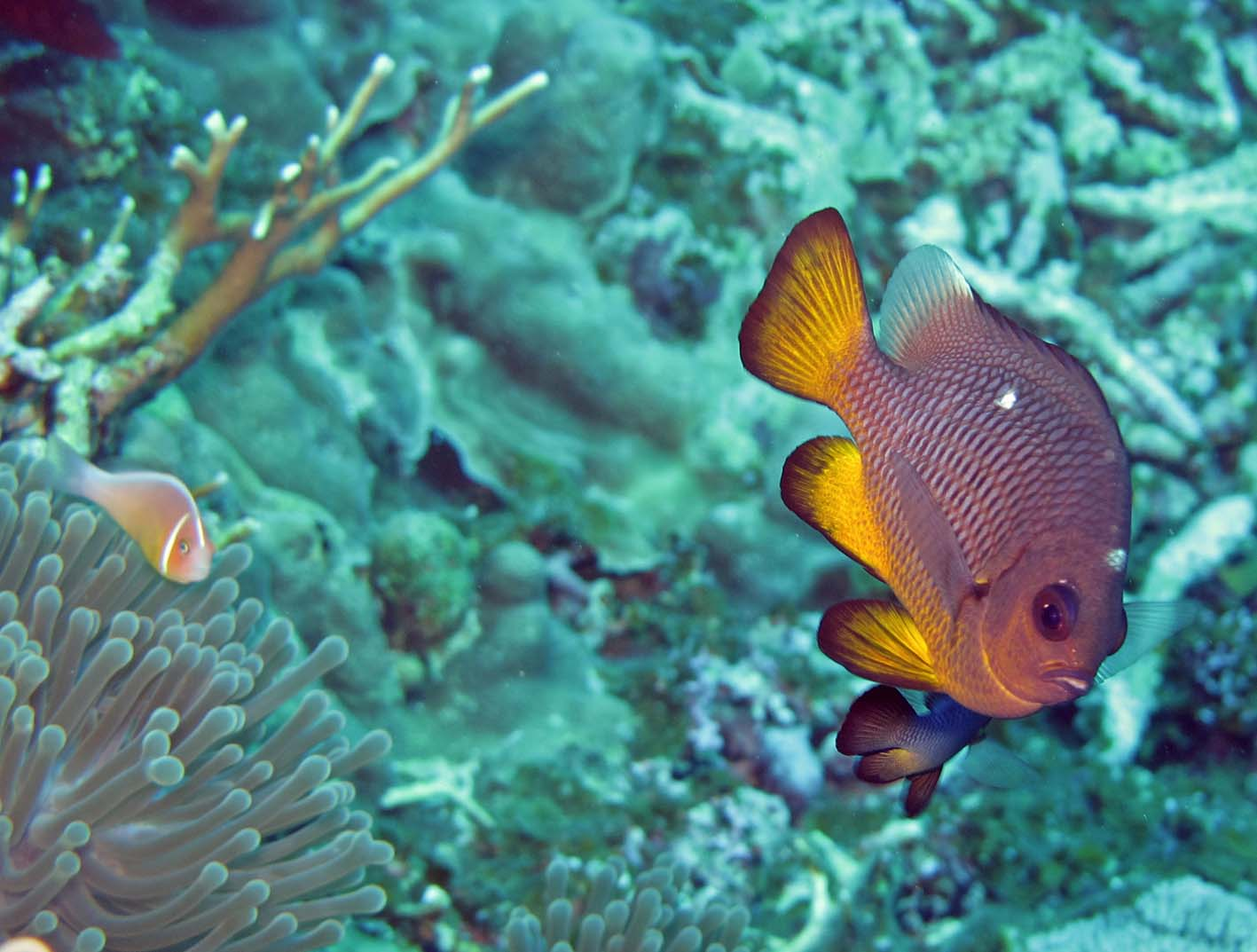
Dascyllus auripinnis
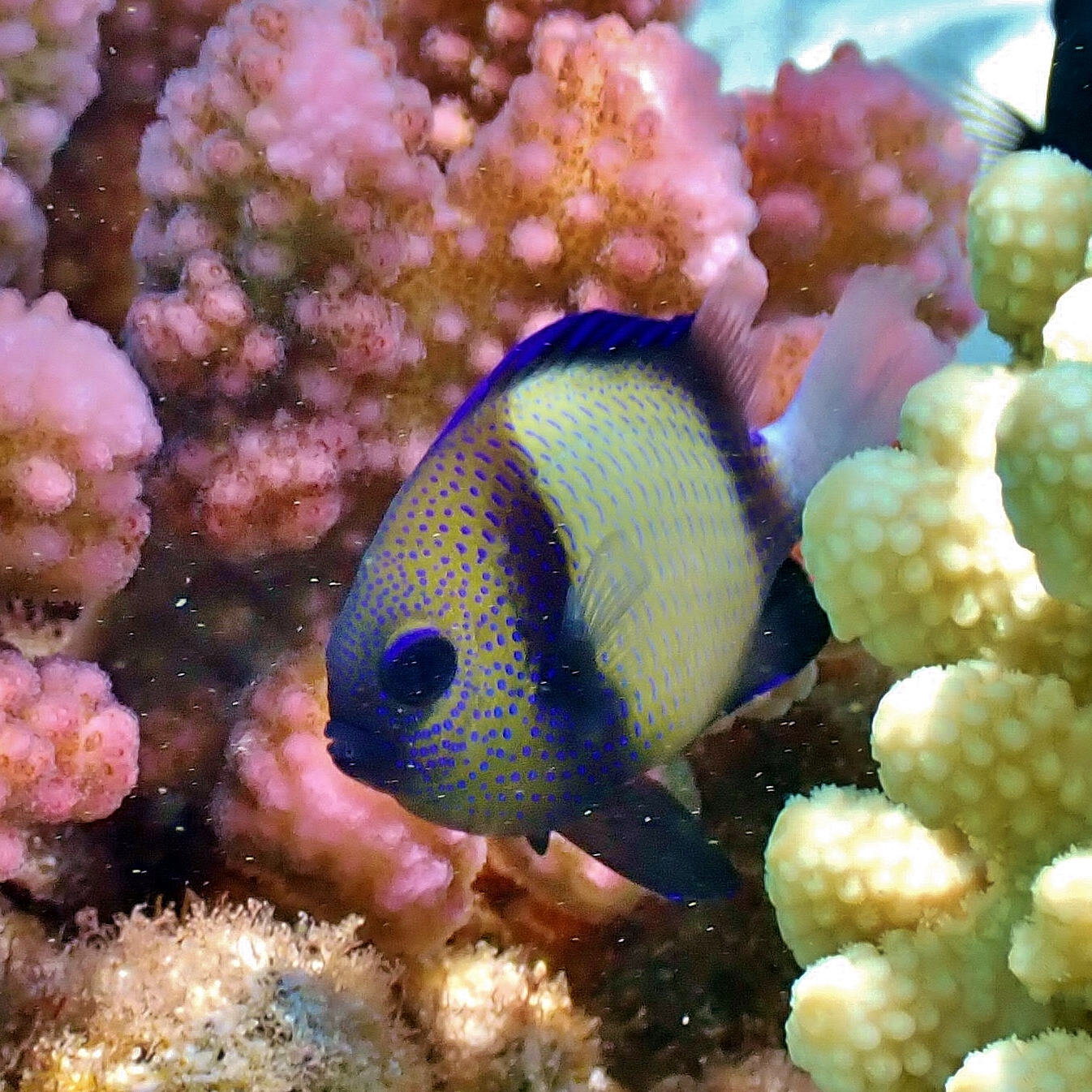
Dascyllus carneus
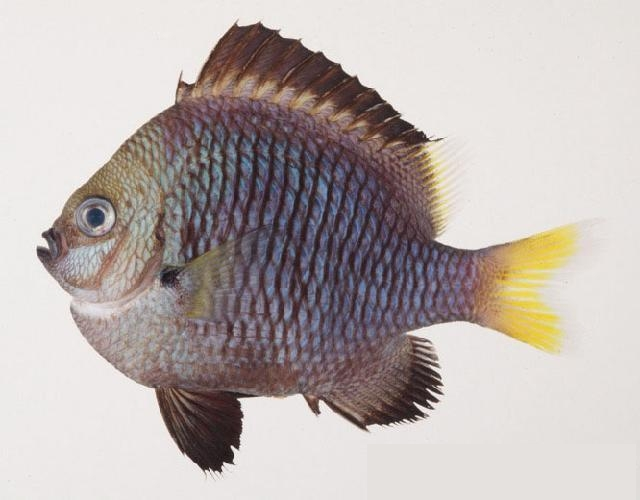
Dascyllus flavicaudus
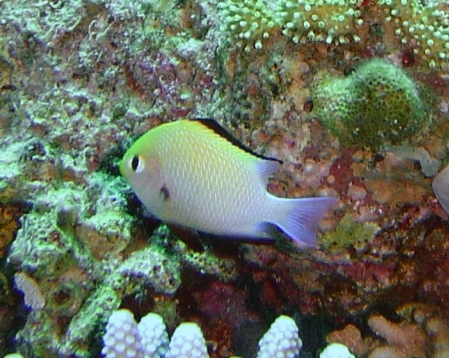
Dascyllus marginatus
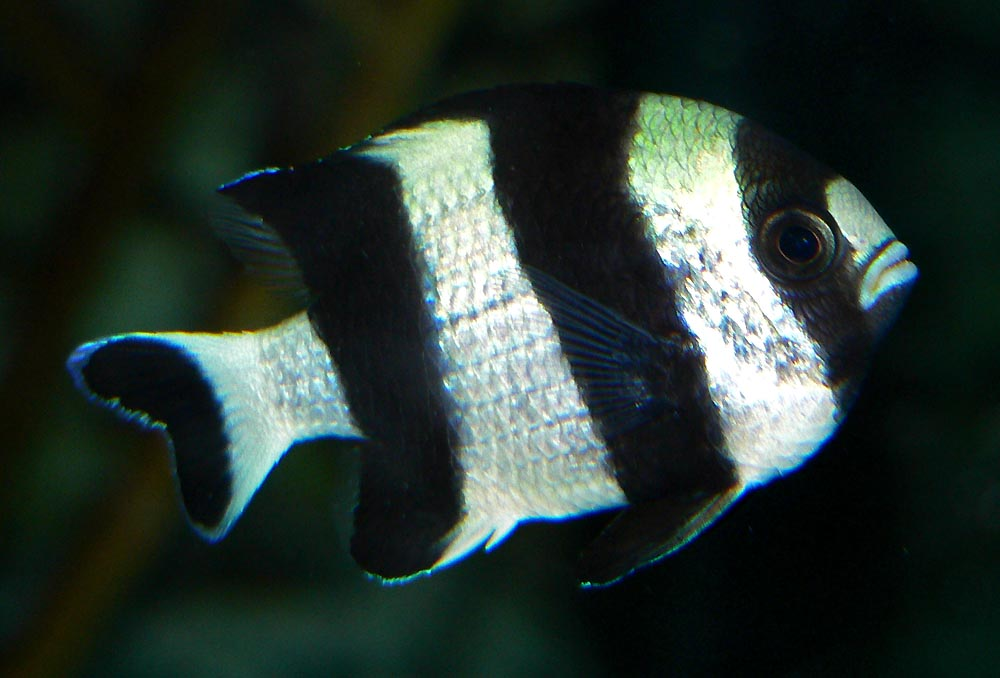
Dascyllus melanurus
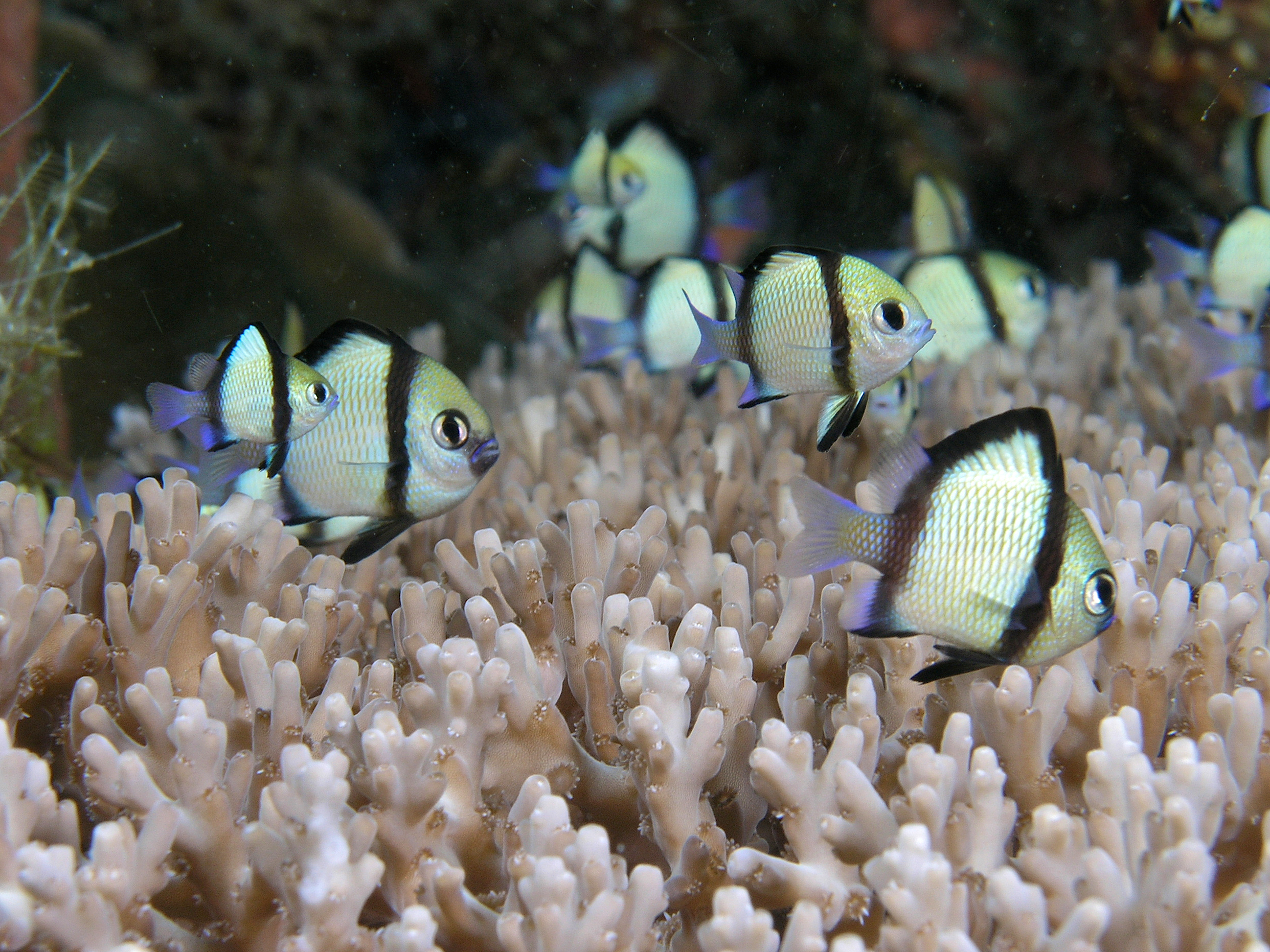
Dascyllus reticulatus
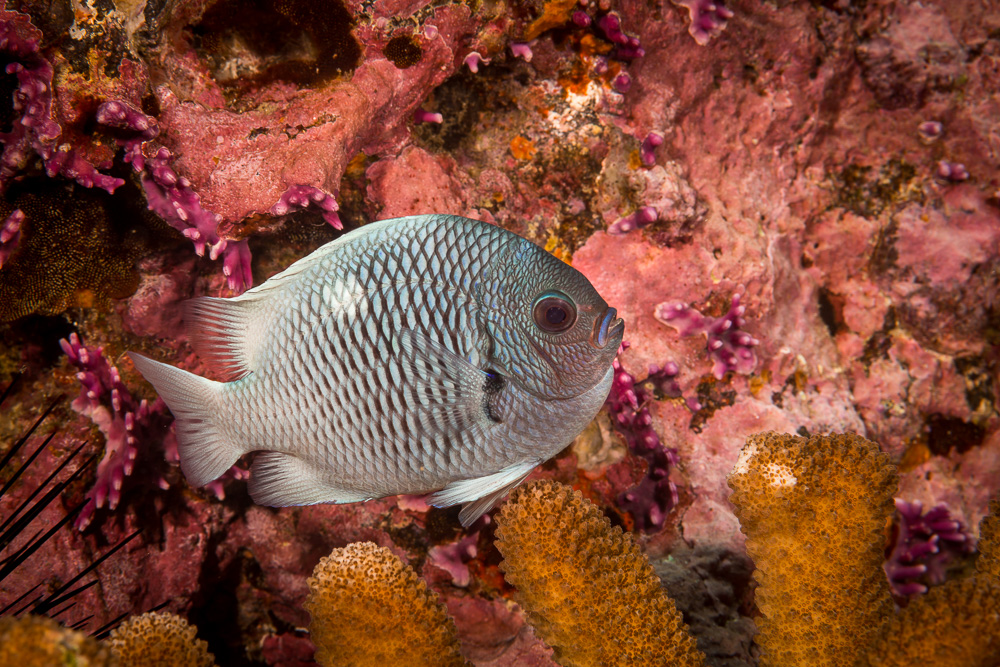
Dascyllus strasburgi
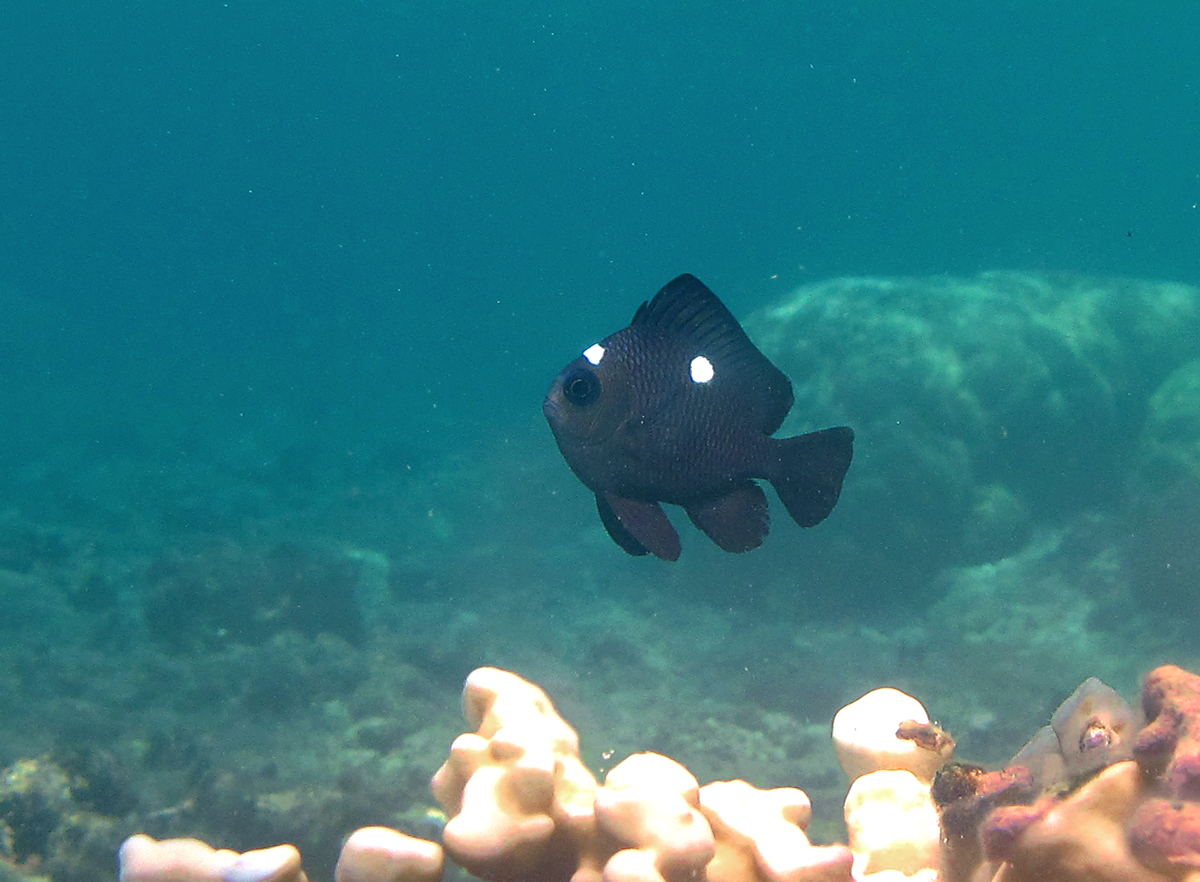
Dascyllus trimaculatus